# Iswaeon rubrolaterale
Iswaeon rubrolaterale är en dagsländeart som först beskrevs av Mcdunnough 1931.  Iswaeon rubrolaterale ingår i släktet Iswaeon och familjen ådagsländor. Inga underarter finns listade i Catalogue of Life.